# Карраско, Ада
Ада Карраско (исп. Ada Carrasco; 14 сентября 1912, Мехико, Мексика — 5 апреля 1994, там же) — известная мексиканская актриса.

## Биография
Родилась 14 сентября 1912 года в Мехико. Её дебют в театре состоялся в спектакле «Учёная дама» по произведению Сальвадора Ново в 1951 году. В 1952 году Карраско впервые появилась на киноэкране в фильме «Трое мужчин в моей жизни» (роль Марианиты).
Актрисой-эпизодницей Ада Карраско была до начала 1960-х годов, но удача улыбнулась актрисе — пожилая актриса, исполнявшая роль в телесериале «Львица», заболела, и ей пришлось играть сразу две роли — свою эпизодическую и роль пожилой женщины среди главных ролей. Однако немые мексиканские фильмы с её участием до сегодняшнего времени не сохранились.
С конца 1970-х годов она снималась в своих лучших ролях в сериалах, тогда актриса получила мировую известность. Она исполнила роли в известных мексиканских сериалах: Фелипа в теленовелле «Богатые тоже плачут», Кармен в теленовелле «Дикая Роза», бабушка Долорес в теленовелле «Моя вторая мама» и бабушка Марии в теленовелле «Маримар».
Именно героиня Карраско, Фелипа в сериале «Богатые тоже плачут» сказала фразу, положенную в основу его названия: «Богатые тоже болеют, страдают, плачут. Счастье, тем более, жизнь, ни за какие деньги не купишь» (152 серия).

### Последние годы жизни
В процессе съёмок в телесериале «Маримар» у неё началось заболевание сердца. Актриса не захотела расставаться со своей героиней и мужественно доиграла роль до конца, но не выдержала и недели после съёмок.
Скончалась 5 апреля 1994 года в Мехико от сердечного приступа на фоне заболевания сердца. Как раз в тот день, когда в эфир была показана смерть её персонажа Мамы Круз. Похоронена на мексиканском кладбище «Пантеон», где покоятся многие величайшие мексиканские деятели.

## Фильмография
Сериалы студии Televisa
- 1961 — Львица
- 1966 — Мария Исабель (исп. María Isabel) — Чона
- 1968 — Военачальники (исп. Los Caudillos)
- 1970 — Мариана
- 1978 — Вивиана — Роза
- 1979 — Богатые тоже плачут — Фелипа
- 1981 — Дома, я украл — Коронелла
- 1981 — Одиночество (Соледад) (исп. Soledad) — Хуста
- 1982 — Бьянка Видал — Висента
- 1983 — Амалия Батиста — Петра
- 1985 — Проходят годы — Ленха
- 1987 — Дикая Роза — Кармен
- 1988 — Тихая любовь (исп. Amor en silencio) — Ада де Роблес
- 1989 — Карусель (исп. Carrusel) — Тётя Матильде
- 1989 — Моя вторая мама — Бабушка «Лолита» Долорес
- 1990 — Ничья любовь — Чоне
- 1992 — Лицом к солнцу (исп. De frente al sol) — Лич
- 1992 — Дедушка и я — Энрикета
- 1994 — Маримар — Мама Круз

и другие.

## Награды и премии
Премия в области мексиканского кино (Premios TVyNovelas)
- 1990 — Лучшая актриса — «Моя вторая мама» (Долорес) — номинация
- 1993 — Лучшая актриса — «Лицом к солнцу» (Лич) — победа